# Papillaria longipila
Papillaria longipila là một loài Rêu trong họ Meteoriaceae. Loài này được (Schimp. ex Besch.) A. Jaeger mô tả khoa học đầu tiên năm 1877.